# Wynik pomiaru
Wynik pomiaru – wartość przypisana wielkości mierzonej uzyskana drogą pomiaru.
W realnych warunkach wynik pomiaru jest tylko pewnym przybliżeniem lub estymatą (oszacowaniem) wartości wielkości mierzonej. Dlatego też jest on pełny jeśli podamy także niepewność tej estymaty.
Gdy nie jest to jednoznaczne należy zawsze podać czy wynik pomiaru dotyczy:
- wskazania,
- wyniku surowego,
- wyniku poprawionego

i czy jest to wynik pojedynczego pomiaru, czy też stanowi wartość średnią z wielu pomiarów.
Pełny wynik pomiaru (zwłaszcza przy wzorcowaniu) przedstawiają zwykle liczby: wartość wyznaczonej wielkości, wartość niepewności rozszerzonej pomiaru tej wielkości przy danym poziomie ufności {\displaystyle p} i współczynniku rozszerzenia {\displaystyle k;}
np. wynik pomiaru wzorcowania masy odważnika może być przedstawiony w postaci:
{\displaystyle (5{,}121\pm 0{,}053){\text{ kg}}}
przy współczynniku rozszerzenia {\displaystyle k=2,} co dla rozkładu normalnego odpowiada w przybliżeniu poziomowi ufności {\displaystyle p=95\%.}
Wynik pomiaru podaje się zwykle zaokrąglony do pierwszej (rzadziej) lub drugiej (częściej) cyfry znaczącej niepewności rozszerzonej tego pomiaru.
Dokument EA-4/02 zaleca aby wartość liczbową wyniku pomiaru w końcowej postaci zaokrąglić, tak aby ostatnia znacząca cyfra wyniku pomiaru była na takim samym miejscu, jak ostatnia znacząca cyfra niepewności rozszerzonej związanej z wartością wyniku pomiaru. Wartość liczbową niepewności pomiaru należy podawać najwyżej z dwiema cyframi znaczącymi.
Zaokrąglać należy zgodnie ze znanymi metodami zaokrąglania liczb. Jeżeli na skutek zaokrąglenia wartość liczbowa niepewności pomiaru zmniejszy się o więcej niż 5%, należy podać wartość zaokrągloną w górę.

## Przykład
- {\displaystyle (1{,}0\pm 0{,}1){\text{ kg}}} (zapis niepewności pomiarowej 0,1 kg na poziomie 95%)
- {\displaystyle (1{,}00\pm 0{,}01){\text{ kg}}} (zapis niepewności 0,01 kg na poziomie 95%)
- {\displaystyle (1{,}000\pm 0{,}001){\text{ kg}}} (zapis niepewności pomiarowej 0,001 kg na poziomie 95%)

Pierwszy zapis oznacza, że z prawdopodobieństwem 95% prawdziwa wartość mierzonej wielkości mieści się w przedziale od 0,9 do 1,1 kg. Drugi mówi, że z prawdopodobieństwem 95% mierzona wielkość jest w przedziale od 0,99 do 1,01 kg itd.
Można zapisać wynik i niepewność pomiarową z większą liczbą miejsc znaczących, np. zamiast
- {\displaystyle (1{,}0\pm 0{,}1){\text{ kg}},}

napisać
- {\displaystyle (1{,}00\pm 0{,}10){\text{ kg}}.}

Nie zmienia to jednak przedziału niepewności danego pomiaru – w dalszym ciągu wynik z prawdopodobieństwem 95% zawiera się w przedziale od 0,9 do 1,1 kg.